# Juan Carvidón
Juan José Carvidón – piłkarz urugwajski, bramkarz.
Jako piłkarz klubu Montevideo Wanderers wziął udział w turnieju Copa América 1941, gdzie Urugwaj został wicemistrzem Ameryki Południowej. Carvidón wystąpił tylko w meczu z Peru, gdzie na 2 minuty przed końcowym gwizdkiem zastąpił w bramce Aníbala Paza.
Wciąż jako gracz klubu Wanderers był w kadrze reprezentacji podczas turnieju Copa América 1945, gdzie Urugwaj zajął czwarte miejsce. Ponieważ podstawowym bramkarzem reprezentacji był Roque Máspoli, Carvidón nie wystąpił w żadnym meczu.